# 贡特朗
圣贡特拉姆（Guntram，又拼寫為 Gontram、Gontran、Gunthram 或 Gunthchramn， 532年—592年1月28日），別號战争乌鸦，生於苏瓦松，从561年到592年为勃艮第国王。貢特拉姆是墨洛溫王朝開創者克洛維一世的幼子克洛泰爾一世和英貢德的儿子（第三个兒子，前二个在父親在世时夭折）。在父亲克洛泰爾一世於561年逝世後，他成为法兰克王国分裂後的四個王國的其中一位國王。

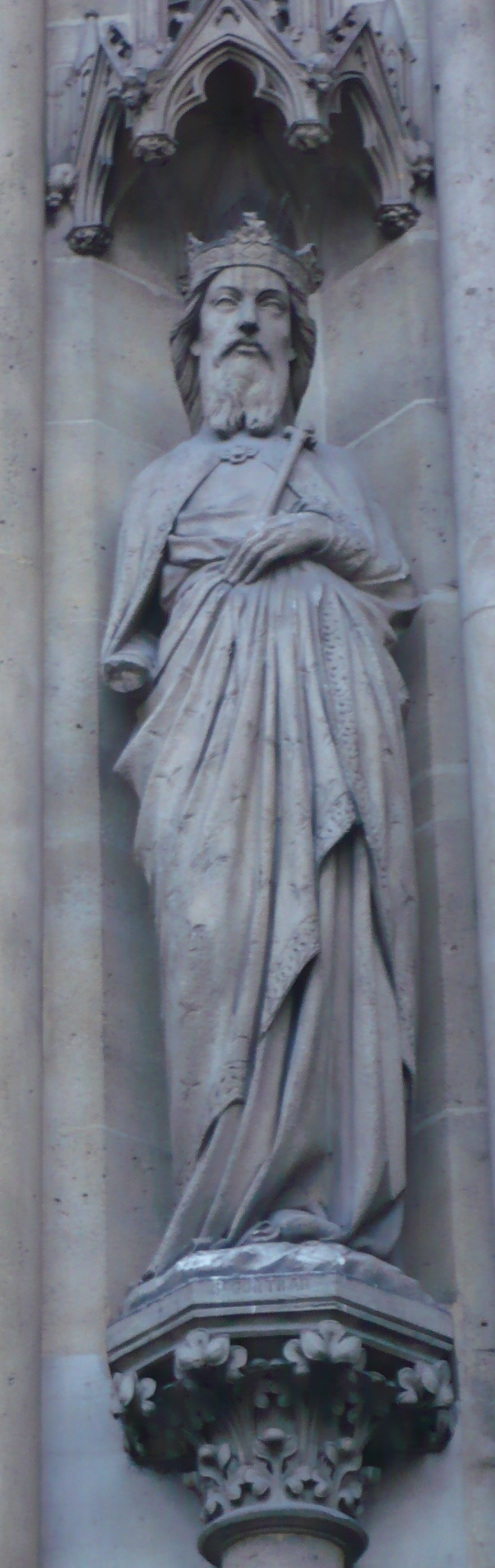
贡特拉姆

## 生平

### 克洛泰爾一世在位時代
556年，同父異母的弟弟克朗恩在各種場合與父親克洛泰爾一世作對，最終舉兵反叛。克洛泰爾一世派遣貢特拉姆與兄長查理貝爾特前去平定克朗恩及他的母親楚恩欣的叛亂。在進行的談判時，克朗恩躲在位於利穆贊的黑山上。談判失敗后，兩軍準備戰鬥。然而，雷暴阻止了兩軍交戰，而克朗恩向他的兄弟查理貝爾特及貢特拉姆發了一封偽造信件，散佈了他們父親克洛泰爾一世逝世的謠言。查理貝爾特與貢特拉姆立即返回勃艮第，以確保他們的地位。

### 法蘭克王國的第二次分裂
561年，克洛泰爾一世去世，法蘭克王國被由四个兒子瓜分，每個兒子統治著一個獨立的王國。每個王國地理上不一定是連成一片，可能包含兩個不相關的地區。四個王國都以首都所在地命名。
- 查理貝爾特一世接管了索姆河與羅亞爾河之間的紐斯特利亞地區、阿基坦和南部-比利牛斯等地，以巴黎為首都（巴黎王國）。王國主要城市包括魯昂、圖爾、普瓦捷、利摩日、波爾多、圖盧茲、卡奧爾和阿爾比等。
- 貢特拉姆接收勃艮第一帶（勃艮第王國）。
- 西吉貝爾特一世以梅斯為首都統治奧斯特拉西亞（包括蘭斯）（梅斯王國）。
- 最年幼的希爾佩里克一世以蘇瓦松為首都（蘇瓦松王國），是四個王國中最小的。

### 勃艮第國王
567年，兄長查理貝爾特一世逝世，他的巴黎王國被三位兄弟貢特拉姆、西吉貝爾特一世及希爾佩里克一世所瓜分，他們同意巴黎不被分割。查理貝爾特一世的遺孀提烏德希爾德曾提議與貢特拉姆定婚，儘管於557年在巴黎舉行的一個理事會中禁止了迎娶兄長遺孀這樣混亂的配對。貢特拉姆最後決定更安全地安置她，在不情願的情況下，提烏德希爾德被迫進入了在阿爾勒的一間女修道院。
573年，同母弟西吉貝爾特一世為了幫助妻子布倫希爾德報殺姊（加爾斯溫特）之仇，而與異母弟希爾佩里克一世開戰，揭開了兩兄弟和他們的子嗣之間長達40年的戰爭。貢特拉姆起先與希爾佩里克一世結盟，但是因為希爾佩里克一世的性格，貢特拉姆倒戈與西吉貝爾特一世結盟。西吉貝爾特一世很快佔領了普瓦捷及圖賴訥，侵佔蘇瓦松王國大部份地區，希爾佩里克一世躲藏在圖爾奈。當西吉貝爾特一世在維特里昂納圖瓦被希爾佩里克一世的人民宣佈成為國王之際，被兩名為芙蕾德貢德效力的殺手刺殺身亡。
希爾佩里克一世立即派大將德西德里烏斯入侵梅斯王國，但是貢特拉姆立即派遣他最得力的大將貴族穆莫盧斯出戰。穆莫盧斯是當時高盧最強的將領，他很快便打敗德西德里烏斯並驅逐入侵的紐斯特利亞軍隊。此后，貢特拉姆宣布将保护西吉貝爾特一世的繼承人、只有5歲的希爾德貝爾特二世。
577年，貢特拉姆剩下的兩名兒子因為患上痢疾而死亡，貢特拉姆只好收養侄兒希爾德貝爾特二世為嗣子。可惜，希爾德貝爾特二世並不知恩圖報，他於581年侵佔了勃艮第王國很多城市，並於583年聯合希爾佩里克一世進攻貢特拉姆。貢特拉姆這次與希爾佩里克一世講和，而攻打希爾德貝爾特二世，希爾德貝爾特二世只好撤兵。584年，貢特拉姆還以顏色，攻佔了圖爾及普瓦捷，但是貢特拉姆為了參加希爾佩里克一世的兒子克洛泰爾二世接任国王的洗禮而撤兵。此洗禮原本擬在都爾的瑪爾定的慶日舉行，但其後並非如此，貢特拉姆轉而進攻塞普提曼尼亞，但是不久便議和。
584年（或585年），一位名叫岡多爾德的人，自稱是克洛泰爾一世的私生子，宣佈自己成為國王，侵佔南部高盧的幾個主要城市，包括屬於貢特拉姆的普瓦捷和圖盧茲。貢特拉姆出兵與他對抗，聲稱他只不過是一個名叫巴洛梅爾的管磨坊的兒子。岡多爾德逃到了科曼日（即現今的聖貝爾特朗德科曼日），貢特拉姆的軍隊前往並圍困此城堡。雖然貢特拉姆無法攻陷此城堡，但岡多爾德的追隨者將岡多爾德交給貢特拉姆，岡多爾德其後被處決。
587年，芙蕾德貢德試圖暗殺貢特拉姆，但最終失敗。貢特拉姆於11月28日去昂德洛布朗舍維爾與西吉貝爾特一世的妻子、奧斯特拉西亞王太后布倫希爾德簽署條約，這被稱為“昂德洛條約”。根據此條約，布倫希爾德同意貢特拉姆接受她的兒子希爾德貝爾特二世作為貢特拉姆的繼承者，並讓貢特拉姆與希爾德貝爾德結盟對付叛徒。根據都爾的額我略在《法蘭克人史》記載，希爾德貝爾特二世十三歲時從梅斯到索恩河畔沙隆會見貢特拉姆，聲稱之前的承諾－尤其因為桑利斯的分配已被違反。從額我略看來，該條約明顯地導致貢特拉姆將圖爾割讓給希爾德貝爾特二世。額我略在他的史書中有記載該條約文本。此條約一直生效直到貢特拉姆去世為止。
同年，貢特拉姆強迫在瓦訥統治的布列塔尼統治者瓦羅克二世對他效忠，他要求瓦羅克二世將578年的書面誓言更新及付出蘇勒德斯以補償入侵南特的損失。直至588年，賠償還沒有收到，因為瓦羅克二世同時向貢特拉姆和可能對瓦訥有主權權利的克洛泰爾二世承諾補償。
589年（或590年），貢特拉姆派遣貝波倫和埃布拉卡爾兩位公爵遠征瓦羅克二世。貝波倫與埃布拉卡爾是仇敵，而貝波倫也是芙蕾德貢德的敵人，貝波倫遠征的消息傳到芙蕾德貢德耳邊的時候，她命令巴約的撒克森人前往支援瓦羅克二世。因為埃布拉卡爾不願與貝波倫一同戰鬥，貝波倫在單獨戰鬥了三天后死亡，當時瓦羅克二世試圖逃到海峽群島，但埃布拉欣摧毀了他的船，強迫他接受和平。瓦羅克二世交納侄子為人質并献上厚禮，保證決不再乾危害貢特拉姆國王的事情。布列塔尼继续保持了獨立。
同年，貢特拉姆對塞普提曼尼亞进行最終的進攻，但是沒有任何成果。這一年，他不單對威脅王國的野蠻人發動戰爭，並在許多主教的幫助下，平息他的侄女巴西娜在普瓦圖修道院發動的叛亂。
貢特拉姆於592年在索恩河畔沙隆去世，他的侄兒希爾德貝爾特二世繼承他的王位。貢特拉姆下葬在他興建的城市沙隆的一座教堂中。差不多同時，天主教會宣佈為貢特拉姆封聖，並將3月28日定為慶日。十六世紀，胡格諾派在憤怒下將聖貢特拉姆的遺體燒成灰燼，只剩下顱骨放在一銀盒中。

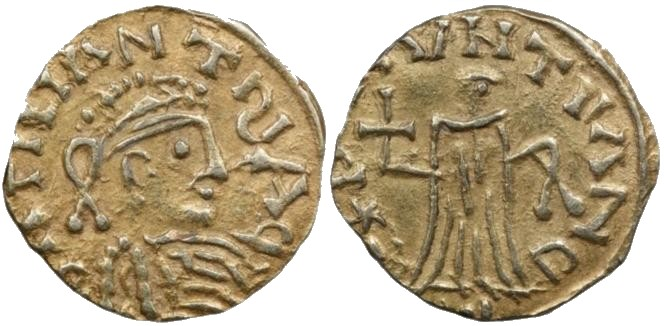
印有貢特拉姆的名字和標誌的金幣

## 家庭
貢特拉姆有他兄弟缺乏的友愛，在都爾的額我略所寫的法蘭克人史，經常稱呼他為“賢王貢特拉姆”。法蘭克人史中記載了貢特拉姆的三次婚姻。首先貢特拉姆娶了名叫韋內蘭達為妾侍，為他誕下長子貢多巴德。其後，貢特拉姆迎娶貴族馬格納爾的女兒瑪爾卡特魯德為妻，並將貢多巴德送至奧爾良。當瑪爾卡特魯德有了身孕後，她對貢多巴德妒忌，就想方設法謀害他。據說，她將毒藥放進貢多巴德的飲料中將他毒死。貢多巴德死後，瑪爾卡特魯德小產並被貢特拉姆厭棄，不久便去世。之後，貢特拉姆娶了奧斯特蕾希爾德（又名博比拉）為妻，奧斯特蕾希爾德為他誕下次子克洛泰爾及幼子克羅多米爾。可惜兩子都於577年因為患上痢疾而死亡。